# Amatori Hockey Lodi 1980-1981
Questa voce raccoglie le informazioni riguardanti l'Amatori Hockey Lodi nelle competizioni ufficiali della stagione 1980-1981.

## Maglie e sponsor
Gli sponsor ufficiali per la stagione 1980-1981 furono Caffè Bonomi e Polenghi Lombardo.
| 1ª divisa | 2ª divisa | 1ª div. portiere |

## Organigramma societario
- Presidente: Gianni Carminati
- Direttore sportivo: Angelo Brasca

## Organico

I giocatori dell' schierati sulla pista di Monza prima dell'incontro di campionato con la formazione di casa (Serie A 1980-1981)

### Giocatori
| N° | Naz.              | Ruolo | Sportivo           |  |  |  |
| -- | ----------------- | ----- | ------------------ |  |  |  |
| 1  | Italia (bandiera) | P     | Francesco Fontana  |  |  |  |
| 4  | Italia (bandiera) | E     | Giulio Fona        |  |  |  |
| 9  | Italia (bandiera) | E     | Aldo Belli         |  |  |  |
| 10 | Italia (bandiera) | P     | Vittorio Gasparini |  |  |  |
| ?  | Italia (bandiera) | E     | Giancarlo Fantozzi |  |  |  |
| ?  | Italia (bandiera) | E     | Ettore Gasparini   |  |  |  |
| ?  | Italia (bandiera) | E     | Fabio Rizzitelli   |  |  |  |
| ?  | Italia (bandiera) | E     | Marino Severgnini  |  |  |  |
| ?  | Italia (bandiera) | E     | Ersilio Spiranelli |  |  |  |
| ?  | Italia (bandiera) | E     | Rinaldo Uggeri     |  |  |  |

### Staff tecnico
- Allenatore:  Francesco Marchesini, poi  Franco Mora